# Amphorella melampoides
Amphorella melampoides é uma espécie de gastrópode  da família Ferussaciidae.
É endémica de Região Autónoma da Madeira, Portugal.